# Mauritsina
Mauritsina is een geslacht van uitgestorven kreeftachtigen uit de klasse van de Ostracoda (mosselkreeftjes).

## Soorten
- Mauritsina babinoti Colin, Lamolda & Rodriguez-Lazaro, 1982 †
- Mauritsina cladechensis (Damotte, 1971) Babinot, Colin & Damotte, 1985 †
- Mauritsina cuvillieri (Damotte, 1962) Damotte, 1975 †
- Mauritsina dordoniensis (Damotte, 1971) Babinot, Colin & Damotte, 1985 †
- Mauritsina macrophthalmoidea (Veen, 1936) Deroo, 1962 †
- Mauritsina provencialis Babinot, 1973 †
- Mauritsina pseudomacrophthalmoidea (Veen, 1936) Deroo, 1966 †
- Mauritsina radiocostata Reyment, 1984 †
- Mauritsina sobirensis Andreu, 1983 †
- Mauritsina soriensis (Grekoff & Deroo, 1956) Reyment, 1984 †
- Mauritsina speciosa Babinot, 1980 †
- Mauritsina supracretacea Bassiouni, 1970 †
- Mauritsina tamazirtensis Andreu & Ettachfini, 1994 †
- Mauritsina teiskotensis (Apostolescu, 1961) Bassiouni & Luger, 1990 †
- Mauritsina teiskotensis (Apostolescu, 1961) Carbonnel & Oyede, 1991 †